# Арлон (тауншип)
Арлон (англ. Arlone) — тауншип в округе Пайн, Миннесота, США. На 2000 год его население составило 345 человек.

## География
По данным Бюро переписи населения США площадь тауншипа составляет 95,0 км², из которых 94,8 км² занимает суша, а 0,2 км² — вода (0,25 %).

## Демография
По данным переписи населения 2000 года здесь находились 345 человек, 132 домохозяйства и 93 семьи.  Плотность населения —  3,6 чел./км².  На территории тауншипа расположено 224 постройки со средней плотностью 2,4 построек на один квадратный километр. Расовый состав населения: 95,94 % белых, 0,29 % афроамериканцев, 1,16 % коренных американцев, 0,29 % азиатов и 2,32 % приходится на две или более других рас. Испанцы или латиноамериканцы любой расы составляли 0,87 % от популяции тауншипа.
Из 132 домохозяйств в 35,6 % воспитывались дети до 18 лет, в 59,8 % проживали супружеские пары, в 4,5 % проживали незамужние женщины и в 29,5 % домохозяйств проживали несемейные люди. 27,3 % домохозяйств состояли из одного человека, при том 5,3 % из — одиноких пожилых людей старше 65 лет. Средний размер домохозяйства — 2,61, а семьи — 3,17 человека.
30,1 % населения — младше 18 лет, 4,9 % — в возрасте от 18 до 24 лет, 29,3 % — от 25 до 44, 24,9 % — от 45 до 64, и 10,7 % — старше 65 лет. Средний возраст — 38 лет. На каждые 100 женщин приходилось 114,3 мужчин.  На каждые 100 женщин старше 18 приходилось 109,6 мужчин.
Средний годовой доход домохозяйства составлял 32 361 доллар, а средний годовой доход семьи —  39 531 доллар. Средний доход мужчин —  27 917  долларов, в то время как у женщин — 20 000. Доход на душу населения составил 14 867 долларов. За чертой бедности находились 5,0 % семей и 6,7 % всего населения тауншипа, из которых 8,3 % младше 18 и 5,6 % старше 65 лет.